# María Angélica Nan Ovejero
María Angélica Nan Ovejero (Buenos Aires, 4 de febrero de 1904 - íd, 5 de enero de 2011) fue una religiosa católica argentina perteneciente a la Congregación de las Esclavas del Sagrado Corazón de Jesús. Luego de completar su magisterio, ingresó en 1930 en el noviciado y, a partir de entonces, recorrió países como Italia, Estados Unidos, Panamá y Bolivia. Desde 1980, trabajó en la Casa de Ejercicios Espirituales, donde acompañó y ayudó a distintos grupos de apostolado.
Sin embargo, adquirió reconocimiento y la atención de la prensa pública argentina cuando fue objeto de varios reportajes con ocasión del Bicentenario Argentino en 2010, ya que no solo participó del mismo sino también de las celebraciones del Centenario, llevadas a cabo en 1910. Fue llamada la «testigo de dos centenarios», e incluso confesó haber visto al cometa Halley en dos ocasiones.

## Biografía

### Familia e infancia
María Angélica Nan Ovejero nació en 1904, como la segunda de once hermanos. Su familia, según confesó, también tenía antecedentes de longevidad; de hecho, su padre, Ángel Francisco Nan, vivió hasta los 98 años. Según ella, «Y aunque no lo crean, hasta un año antes de su muerte realizó la procesión a Luján». Por otra parte, su madre, Lilia Julia Ovejero, era oriunda de la provincia de Salta.
La mayor parte de su infancia la transcurrió en el establecimiento rural «La Colmena», en Coronel Moldes, Córdoba, donde trabajaba su padre. Por ello, hizo sus estudios escolares de forma particular y, cuando su familia retornó a Buenos Aires, completó su magisterio en el Colegio María Auxiliadora, de la calle Yapeyú.

### Carrera religiosa
Ingresó en el noviciado en 1930 a través de las Esclavas del Sagrado Corazón de Jesús, en Roma, donde permaneció tres años. Regresó a su país natal en 1934, para participar del Congreso Eucarístico y dictar clases de Historia, Instrucción Cívica y Literatura Hispanoamericana en el Instituto Manuel Belgrano. En Buenos Aires terminó su formación y le adjudicaron su primera misión: trabajar en el Colegio de las Esclavas de Cochabamba, Bolivia, país en el que permaneció durante más de una década.
En 1947, le fue confiada una fundación en Panamá, un colegio para niñas que actualmente tiene 1500 alumnas. En 1957, fue trasladada a Estados Unidos, a donde arribó prácticamente sin saber el idioma inglés. Se asentó en Wyncott, Filadelfia, y luego en Haverford, Pensilvania, lugar en el que fundó una casa de ejercicios espirituales. Por último, estuvo una temporada en Baltimore, Maryland, y fundó un colegio parroquial. 
En 1963, de nuevo en Argentina, se asentó en un colegio de monjas del barrio de Belgrano y para 1968, trabajaba conjuntamente con Jorge Mario Bergoglio para «Comunidades de vida cristianas». A fines de la década de 1960, volvió brevemente a Cochabamba para colaborar con el traslado del Colegio de las Esclavas a la localidad de Muyurina, inaugurado en 1968. A pesar de que jamás volvió a viajar a Bolivia, mantuvo contacto con algunos sacerdotes jesuitas como Gabriel Codina o Carlos Palmes. Desde 1980, se hallaba en la Casa de Ejercicios Espirituales.

### Vida posterior
Para su cumpleaños número cien, en 2004, fue entrevistada por el diario argentino La Nación y se le concedió una misa especial en la iglesia del Corazón Eucarístico de Jesús. A pesar de su avanzada edad, Nan Ovejero aún continuaba enviando cartas, atendiendo a 80 personas carenciadas diarias en su comedor de Barrio Norte e informándose a través de periódicos.
En 2010, con ocasión del Bicentenario de Argentina, para el cual se llevaron a cabo multitudinarias celebraciones, adquirió reconocimiento tras confesar ante los medios informativos que había presenciado con apenas seis años los festejos del Centenario Argentino (1910) y que estaba dispuesta a asistir a los actuales. Además, había conocido al exmandatario Hipólito Yrigoyen y había visto dos veces al cometa Halley, que orbita alrededor del Sol cada 76 años. «[La democracia] Es aceptar al otro, nunca imponer. Es respetar al hermano y no enojarse tanto. Es saber darle un pan a alguien que lo necesita», dijo.
Falleció el 5 de enero de 2011, menos de un mes antes de su 107.º cumpleaños.